# Tjalling Bakker
Tjalling Bakker (* 7. Oktober 1885; † 18. April 1962) war ein niederländischer Generalleutnant der Königlich Niederländisch-Indischen Armee (Koninklijk Nederlandsch-Indisch Leger).

## Leben
Bakker absolvierte nach dem Schulbesuch eine militärische Ausbildung und war bei der Koninklijk Nederlandsch-Indisch Leger (KNIL) in Niederländisch-Indien eingesetzt. Nach seiner Beförderung zum Oberstleutnant (Luitenant-kolonel) am 3. Februar 1931 wurde Offizier im Generalstab der KNIL sowie im Anschluss nach seiner Beförderung zum Oberst (Kolonel) am 22. Februar 1933 zunächst Kommandant des 2. Regiments der KNIL, ehe er zwischen Oktober 1934 und dem 11. Juni 1935 Kommandeur des 6. Regiments der KNIL war. Sein Nachfolger als Kommandeur des 6. Regiments wurde Oberst Rudolph Bakkers.
Nach seiner Beförderung zum Generalmajor (Generaal-majoor) am 11. Juni 1935 wurde Bakker Befehlshaber der auf Java stationierten 1. Division der Koninklijk Nederlandsch-Indisch Leger und behielt diesen Posten bis zu seiner Versetzung in den Ruhestand am 29. Juli 1939. Zu der Division gehörte das 1. und 2. Regiment, des Küstenverteidigungsgebiet Batavia-Tanjung Priok, das 3. Flugabwehrbataillon und das Schnellbataillon. Zugleich war er in Personalunion vom 11. Juni 1935 bis zum 29. Juli 1939 auch Kommandeur der 1. Abteilung der KNIL, der die Artillerie unterstand. Nachfolger als Befehlshaber der Befehlshaber der 1. Division wurde am 29. Juli 1939 Generalmajor Jacob Jan Pesman. Am 29. Juli 1939 trat er in den Ruhestand und wurde noch mit Verabschiedung in den Ruhestand zum Generalleutnant (Luitenant-generaal) befördert.
Nach dem japanischen Angriff auf Pearl Harbor am 7. Dezember 1941 erklärte die niederländische Exilregierung dem Kaiserreich Japan gemeinsam mit den USA, Großbritannien und weiteren Ländern den Krieg. Zwischen dem 16. Dezember 1941 und dem 8. März 1942 eroberte die japanische Armee ganz Niederländisch-Indien. Am 9. März 1942 erfolgte gegenüber den Angreifern auf der Insel Java die bedingungslose Kapitulation. Das Gebiet blieb bis zum Kriegsende 1945 in japanischer Hand.
Während dieser Zeit wurde Generalleutnant Bakker 1941 in den Militärdienst zurückbeordert und übernahm die Funktion des Vorsitzenden des Lokalen Mobilisierungsrates der Königlich Niederländisch-Indischen Armee, ehe er am 17. August 1942 in japanische Kriegsgefangenschaft geriet. Kurz vor der Kapitulation Japans am 2. September 1945 wurde Bakker am 19. August 1945 aus der Kriegsgefangenschaft entlassen.